# Гольшанський Михайло Іванович
Михайло Іванович Гольшанський (пом. 1433/бл.1448) — князь київський (1422—1433) з роду князів Гольшанських. Син кн. Івана Ольгимонтовича, брат намісника київського Андрія Івановича.

## З життєпису
Вперше згадується в документах як один із воєначальників Вітовта під час Великої війни 1409—1411 рр.
З 1422 року намісник Вітовта у Києві, хоча самі кияни вважали його київським князем. Українська дослідниця О. Русина вважає що Михайло, як і інші київські правителі з династії Гольшанських були повноправними удільними князями, а не намісниками.
Спільно зі своїм братом Семеном був активним учасником боротьби між Сигізмундом (Жигимонтом) Кейстутовичем та Свидригайлом Ольгердовичем за литовський великокнязівський престол. Наприкінці 1432 р. вів бойові дії проти Польщі, тоді ж до нього звертався хан Улу-Мохамед з пропозицією скоординувати дії зі Свидригайлом.
На чолі війська Свидригайла в серпні 1433 року розгромив війська великого князя Сигізмунда під командуванням Петра Монтигердовича); невдовзі перейшов, разом із братом, на бік Сигізмунда Кейстутовича.
У другій половині 1433 року спійманий Свидригайлом у Борисові, як прихильник Сигізмунда Кейстутовича втоплений у Двіні поблизу Вітебська. Польська дослідниця Ґ. Малаховська в ПСБ вказує на помилковість цього твердження, бо в 1439-1448 роках згадується в джерелах його перебування в Червоній Русі.
У 1440-х роках щодо права патронату над Унівським монастирем мав судові суперечки з Сеньком Лопатичем, кожен з яких хотів поставити ігуменом свого кандидата.
Був одружений з Марією, що, може, походила, з Червоної Русі. В 1440 році дружина подарувала йому села Залунів, Дички, Підкамінь у Галицькій землі. 1439 року згаданий як Гольшанський і Бибельський, тому можна припустити, що його дружина — донька Ходка Бибельського.